# کیرازلی‌یورت (توفان بی‌لی)
کیرازلی‌یورت (به ترکی استانبولی: Kirazlıyurt) یک منطقهٔ مسکونی در ترکیه است که در توفانبیلی واقع شده‌است.